# Pen Cayetano
Delvin „Pen“ Cayetano MBE (* 1954 in Dangriga in Belize) ist ein belizischer Maler und Musiker. Er lebte knapp zwanzig Jahre in Bad Neuenahr-Ahrweiler.

## Biografie
Cayetano entstammt dem mittelamerikanischen Land Belize, dem früheren Britisch-Honduras. Maler und Musiker wurde er autodidaktisch. Er ist beeinflusst durch die einheimische Garifuna-Kultur und die Kultur der Kreolen von Belize. Beide bilden die größten schwarzen Bevölkerungsgruppen in seinem Heimatland.
1981 entwickelte Pen Cayetano den Punta Rock, der die Garifuna-Musik mit moderner Rockmusik kombiniert. Mit seiner Gruppe „The Turtle Shell Band“ führten ihn Auftritte durch Belize, Mexiko, Guatemala, Honduras und in die USA. Heutzutage ist Punta Rock die wichtigste Musikrichtung in Belize.
1990 siedelte er nach Deutschland über und lebte mit seiner Familie in Ahrweiler. Cayetano entwickelte seine musikalische und bildnerische Arbeit in seiner neuen Heimat intensiv fort. Er vervollkommnete seine Fähigkeiten darin, die farbenprächtige und lebenspralle Garifuna-Kultur zu porträtieren, malte aber auch Impressionen seiner neuen deutschen Heimat. Cayetano hatte bislang Ausstellungen in seiner belizischen Heimat, den USA, in Deutschland, Hongkong, der Schweiz und England.
Während seines Deutschlandaufenthaltes bereiste er mindestens einmal im Jahr seine Heimat Belize und hatte so Anteil an den aktuellen Kunst- und Musikentwicklungen.
2003 erhielt er den „Award for Creation and Master of Punta Rock“ des Nationalinstituts für Kultur und Geschichte von Belize und des National Garifuna Councils.
2009 beschlossen er und seine deutsche Frau Ingrid, wieder nach Belize zu ziehen, wo sie die „Pen Cayetano Studio Gallery“ eröffneten. In Zusammenarbeit mit seiner Frau gibt Cayetano Kunst-, Musik-, Tanz- und Textilkurse.